# Christliche InterNet-Arbeitsgemeinschaft
Die Christliche InterNet-Arbeitsgemeinschaft e. V. (CINA) wurde 1996 von elf evangelikalen Organisationen als gemeinsame Plattform für evangelikale Mission und Dienstleistungen im Internet gegründet. Federführend und wesentlich gestaltend in der Gründungsphase war der Verein ProChrist e. V. mit seinem damaligen Geschäftsführer Frieder Trommer. Ursprünglich als redaktionelle Portal- und Verbandsplattform gedacht, wurden gleich nach Gründung zusätzlich verschiedene Internetdienstleistungen, wie z. B. Serverhosting, Schulung und Beratung, bis hin zur Live-Berichterstattung von Events angeboten. 
Mit dem Angebot von klassischen Providerdienstleistungen (Hosting, Webdesign, Web-Programmierung) trat man bewusst in Konkurrenz zum cid - christlichen internet dienst, womit eine in der Anfangszeit begonnene Zusammenarbeit bereits im Laufe von 1997 nicht mehr weiterverfolgt wurde. 
2002 wurde die CINA Teil des ERF und zog nach Wetzlar in das Medienhaus des ERF ein. Im Jahr 2008 erfolgte eine Umbenennung des Bereichs in ERF online. Seit einer Umstrukturierung am 1. Oktober 2008 werden die CINA-Projekte und -Dienstleistungen unter dem Namen ERF Online (Projekte) bzw. ERF mediaservice GmbH (Dienstleistungen)  geführt.
Zu den bekanntesten inhaltlichen Projekten der CINA gehörten unter anderem der Ratgeber in Sachen christlicher Glaube Nikodemus.Net (im März 2010 durch www.mehrglauben.de abgelöst) sowie das von privaten Initiatoren übernommene evangelistische Onlinemagazin jesus-online.de, das im Dezember 2007 eingestellt wurde. Das Angebot für Kinder JoeMax.de sowie die Online-Bibel Bibleserver.com mit über 40 aktuellen und historischen Bibelübersetzungen wird weiterhin von ERF Online betrieben. 
Die Live-Berichterstattung von Events wurde von der ERF mediaservice GmbH übernommen. Das Serverhosting, die Betreuung von Kundenwebsites und Kundenprojekte für von der CINA übernommene Kunden wurden vom ERF zum 31. Dezember 2012 eingestellt.
Die CINA arbeitete auf Basis der Deutschen Evangelischen Allianz und war seit 2002 auch der Internetdienst des Evangeliums-Rundfunks, heute ERF Medien. Zusammen mit dem ERF betrieb sie das Internetportal Glaube24.de, das im Juli 2008 in www.erf.de überführt wurde.
Leiter und Geschäftsführer war bis zum 15. August 2007 Joachim Stängle, der dann in das Leitungsteam der Stiftung Christliche Medien wechselte. Die Leitung der CINA, aus der dann ERF Online hervorging, übernahm Dr. Jörg Dechert, der später (2014) zum Vorstandsvorsitzenden von ERF Medien berufen wurde.